# Jean-Marc Langlois-Berthelot
Jean-Marc Langlois-Berthelot, dit Jean-Marc Montguerre, est un diplomate, écrivain et éditeur français. 

## Biographie
Jean-Marc Langlois-Berthelot est un écrivain et diplomate français qui s'est fait connaître pour ses nombreux romans. Il a été primé à plusieurs reprises par l'Académie française.
Il utilise un pseudonyme pour sa carrière d'écrivain et de diplomate suivant les instructions de ses parents:  "suivre cet impératif éthique d'exister par soi-même sans faire usage du nom de famille"
Il travaille brièvement sur des projets de recherche en biochimie à l'ENS Ulm. Il devient ensuite diplomate à Londres (Institut Français notamment), il enseigne alors au sein de la London School of Economics and Political Sciences (LSE).     
Il rejoint, plus tard,  plusieurs institutions internationales de l'ONU, notamment en Asie et au Moyen-Orient dans le cadre de l'OTAN. Il a aussi été chargé de mission, dans ce cadre, à Canton.    
Il conseille également le cabinet d'étude, la SRAT, dirigée par son oncle et travaillant notamment pour le CEA.   
Il a fondé la revue L'Échauguette en compagnie d'autres auteurs célèbres tels que Paul Claudel, Henri Mondor et André Maurois. Il a également fondé et dirigé la librairie " Les Journées" à Cannes, lieu où se retrouvaient régulièrement Maurois, Morand et Claudel.  
Il est le fils de Philippe Langlois-Berthelot, ancien doyen à la Banque de France.
Il est le père de Marcelline Langlois-Berthelot (libraire et éditeur), Gilles-Antoine Langlois-Berthelot (écrivain, éditeur et Professeur en Histoire et Architecture) et Maxence Langlois-Berthelot (administrateur dans le domaine de la culture).

## Œuvres
- En un si bref combat, pièce en 2 actes (1949)
- Amour sacré, amours profanes, poèmes (1949) - Prix Caroline Jouffroy-Renault de l'Académie française
- Quatre poèmes pour une offrande (1950)
- Essai pour une rose des vents (frontispice d'Antoinette Langlois-Berthelot (1951)
- Douze siècles à Châtenay-Malabry, la Vallée-aux-Loups (1953)
- L'Habitant de mes pensées (1954)
- Journées : 1954-1955 (1955)
- Tu aimeras, roman (1956)
- Les Élèves, roman (1958)
- François Xavier au Quartier Latin (1961) - Prix Montyon, de l'Académie française
- François Xavier dans les chemins d'Orient